# 카이토파이리디움속
카이토파이리디움속(Chaetosphaeridium)은 윤조식물문 콜레오카이테강에 속하는 녹조류 속의 일종이다. 카이토파이리디움목(Chaetosphaeridiales), 카이토파이리디움과(Chaetosphaeridiaceae)의 유일속이다. 저자에 따라서는 콜레오카이테목(Coleochaetales)과 콜레오카이테속(Coleochaetales)에 통합하여 분류하기도 한다.

## 하위 종
다음 종을 포함하고 있다.
- Chaetosphaeridium globosum
- Chaetosphaeridium huberi
- Chaetosphaeridium minus
- Chaetosphaeridium ovalis
- Chaetosphaeridium pringsheimii